# Intel 80486
Intel 80486 (poprawna nazwa handlowa i486, zrezygnowano z cyfr 80 na początku, w przypadku układu iDX4 zrezygnowano także z cyfr 486) – zaprezentowany na targach Comdex w kwietniu 1989 mikroprocesor typu CISC, produkowany przez firmę Intel, należący do rodziny procesorów x86. Jego poprzednikiem był 80386. 
Procesor i486 był ostatnim procesorem Intela którego nazwa była wyłącznie numeryczna.

## Intel 80386 a Intel 80486
Z punktu widzenia oprogramowania, i486 był praktycznie identyczny do 80386, otrzymał on tylko kilka (7) dodatkowych instrukcji (późniejsze wersje więcej, w tym np. CPUID), jednak architektura wewnętrzna i486 była wyraźnym krokiem naprzód. Otrzymał zunifikowaną pamięć podręczną na dane i instrukcje (o pojemności 8kB, lub 16kB w wykonaniu IBM i w układach AMD 486DX4, nazywanych AMD 5x86), zintegrowany koprocesor arytmetyczny x87 i poprawiony interfejs szyny danych. W procesorach Intela zastosowano pięciostopniowy potok.
Wszystkie usprawnienia spowodowały, że i486 był mniej więcej dwukrotnie szybszy od podobnie taktowanego 80386 (i486 wykonywał większość instrukcji w dokładnie 1 takcie zegara). Niemniej, najtańsze i najbardziej powolne modele i486 (16 i 20 MHz SX) były wolniejsze od najszybszych 80386 (AMD 40MHz, układy 486DLC).

## Wersje procesorów klasy i486
W kwietniu 1989 wprowadzono wersję z zegarem 25 MHz, w maju 1990 – 33 MHz, a wersja taktowana do prędkości 50 MHz pojawiła się w czerwcu 1991. Wersja 50 MHz była do czasu pojawienia się procesora Pentium 60/66 niedoścignionym wzorem wydajności w zakresie dostępu do pamięci w zastosowaniach serwerowych (iDX4 pojawiło się po premierze Pentium 60/66).
Produkowano kilka wersji i486:
- Intel i486, później przemianowana na i486DX – normalna wersja, bez mnożnika, 8 kB cache write-through, z działającym FPU.
- Intel i486SX – odmiana i486 z wyłączonym koprocesorem FPU. Pierwsze wersje tej odmiany to były normalne 486 z defektywnym FPU. W późniejszych modelach FPU nie był w ogóle obecny na układzie scalonym w celu zmniejszenia kosztów produkcji.
- Intel i486DX2 – wewnętrzny zegar procesora był taktowany z podwójną prędkością zegara zewnętrznego.
- Intel i486SX2 – jak wyżej, ale bez FPU.
- Intel i486SL – odmiana i486DX ze specjalnym układem zmniejszającym pobór prądu (głównie dla komputerów przenośnych).
- Intel i486SL-NM, odmiana i486SX z dodatkową funkcjonalnością "SL"
- Intel i487 – i486DX z innymi wyprowadzeniami nóżek, który w systemach z i486SX zastępował główny procesor i dodawał funkcje koprocesora.
- Intel i486 OverDrive – odmiany SX, SX2, DX2 bądź DX4 do "przyspieszania" starszych komputerów i486.
- Intel i486DX4 – zegar wewnętrzny był taktowany potrójną prędkością.
- Intel i486GX – odmiana i486DX z bardzo niskim poborem prądu (głównie dla handheldów).

W zależności od wersji, zegar zewnętrzny miał prędkość 16, 20, 25, 33, 40 lub 50 MHz. Praca przy 50 MHz wymagała najwyższej jakości płyt głównych.

## Produkcja procesorów klasy i486
Procesor i486 był produkowany przez takie spółki jak IBM, Texas Instruments, AMD, Cyrix i inne, na podstawie licencji lub dzięki zabiegowi tzw. inżynierii wstecznej. Niektóre z procesorów były „klonami“, czyli wiernymi kopiami procesorów Intel i486, a niektóre były tylko oparte na tych procesorach, np. najszybsza wersja procesora 486 – Am5x86 firmy AMD była taktowana zegarem 133 (150 i 160 MHz w wersjach ADZ) czyli 4 × 33MHz (3 × 50 MHz lub 4 × 40 MHz). Posiadał 16 kB L1 cache z opóźnionym zapisem (write back). Był to pierwszy indywidualny projekt firmy AMD (wcześniejsze procesory stanowiły "wierne kopie"), który został stworzony ze względu na problemy finansowe związane z pracami nad nowym AMD K5. Płyty główne pod procesory klasy 486 nie były przystosowane do obsługi mnożników wyższych niż 3 – a dwa z tych procesorów miały mnożnik 4 (2x2).
Powstał także procesor Cyrix 486DLC z 1kB cache przeznaczony dla płyt głównych 386, pracujący z zegarem 40 MHz, i układ i487DLC będący poprawionym koprocesorem 80387.
Dla procesora i486 opracowano także dodatkowy koprocesor Weitek 4167, będący szybszą wersja przeznaczonego dla 80386 koprocesora 3167. Koprocesory Weitek były bardzo drogie, jednak dawały kilkunastokrotny przyrost prędkości w porównaniu z koprocesorami serii x87, pozwalając dodatkowo na równoległe wykorzystanie 3 jednostek arytmetycznych (CPU + 2 różne FPU).

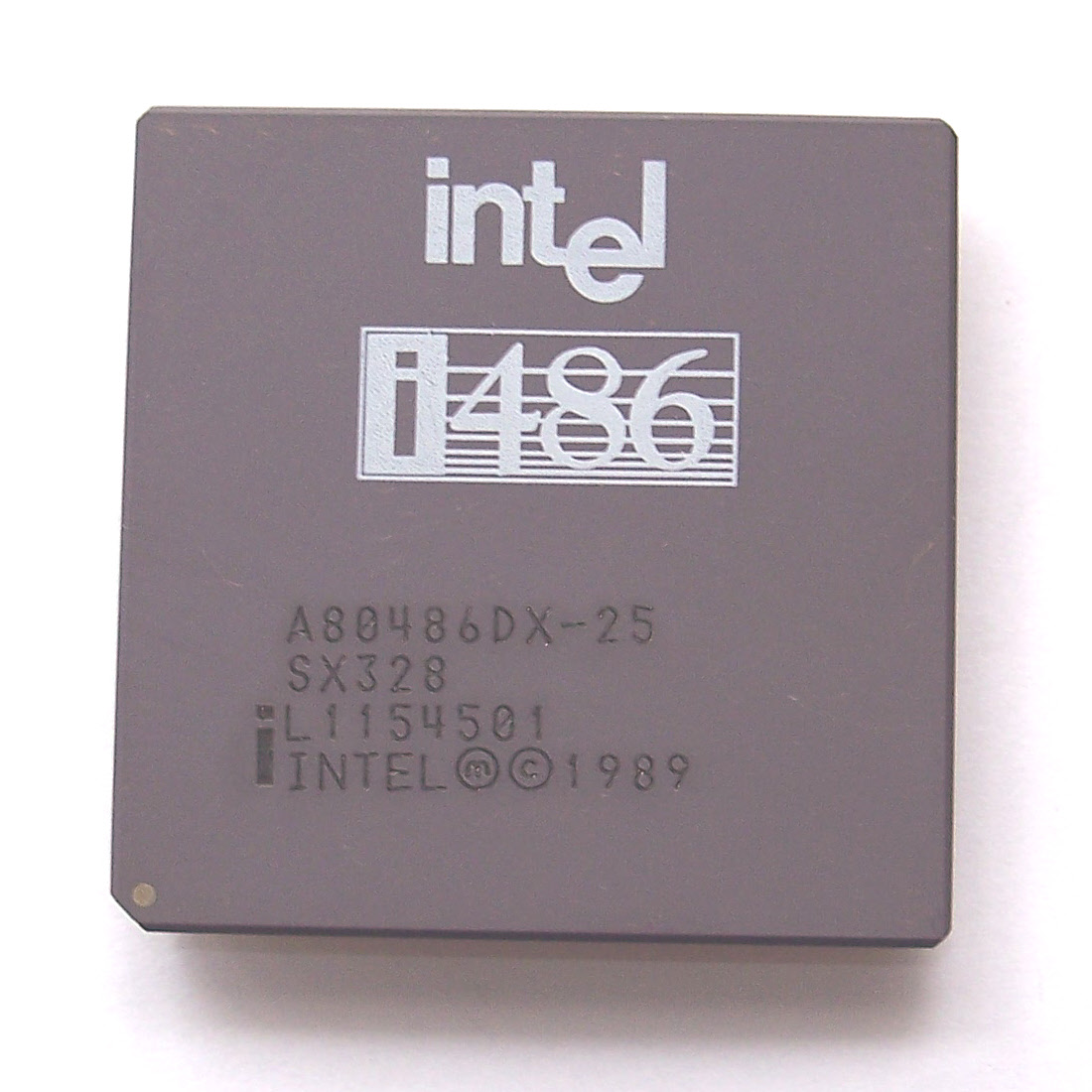
Intel i486 DX 25MHz bez logo DX
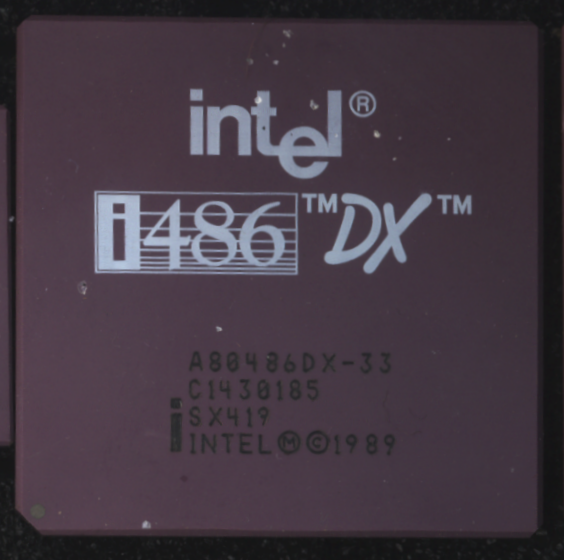
Intel 486DX/33 MHz
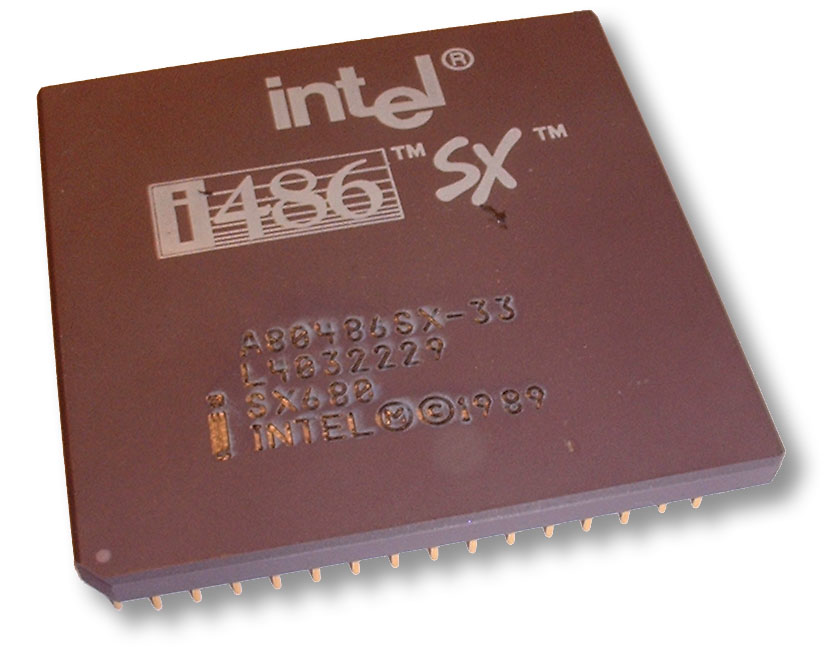
Intel 486SX / 33 MHz
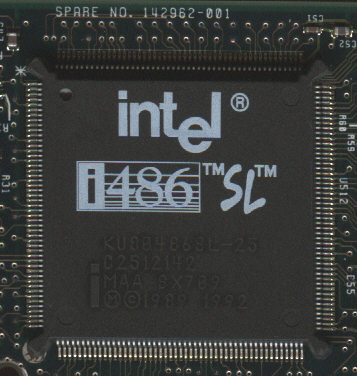
Intel 486SL
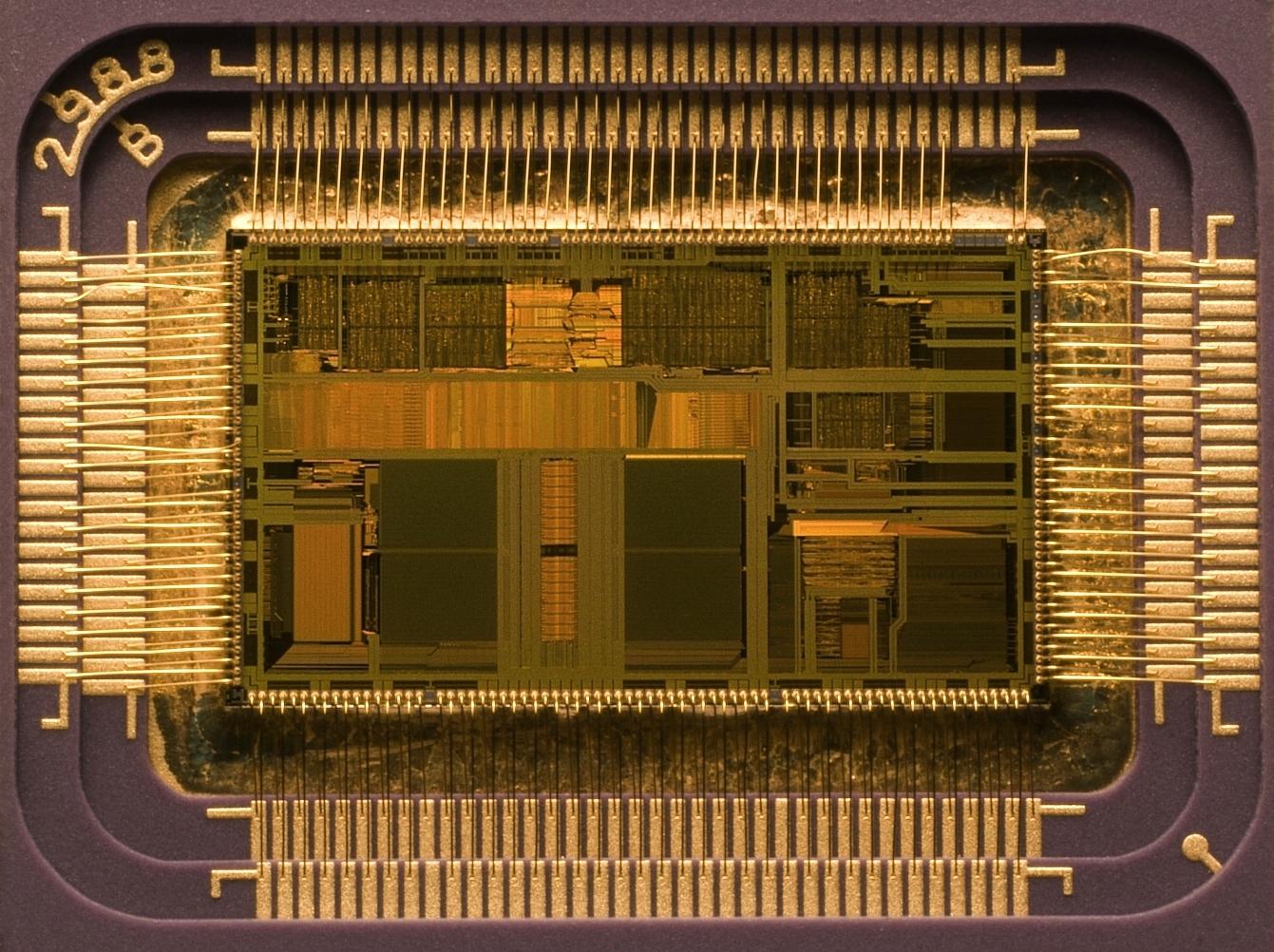
Rdzeń procesora Intel 80486DX2
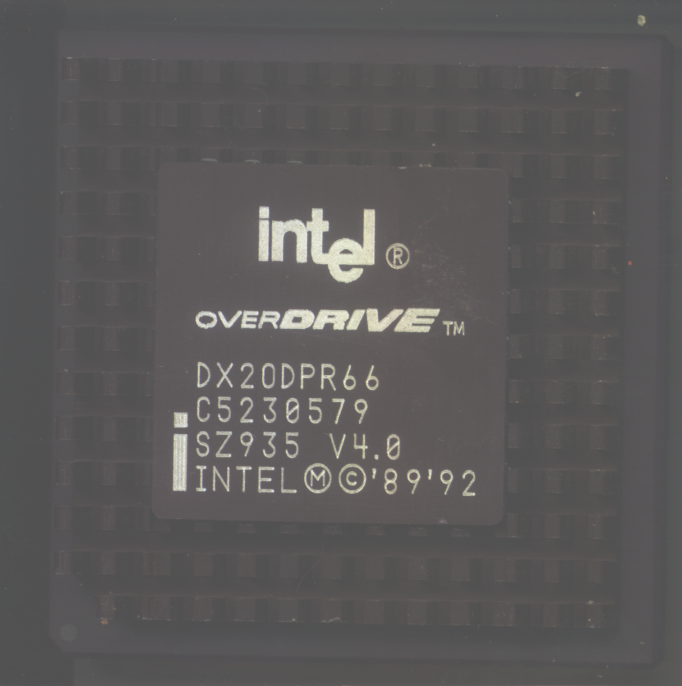
Intel 486 DX20 OverDrive
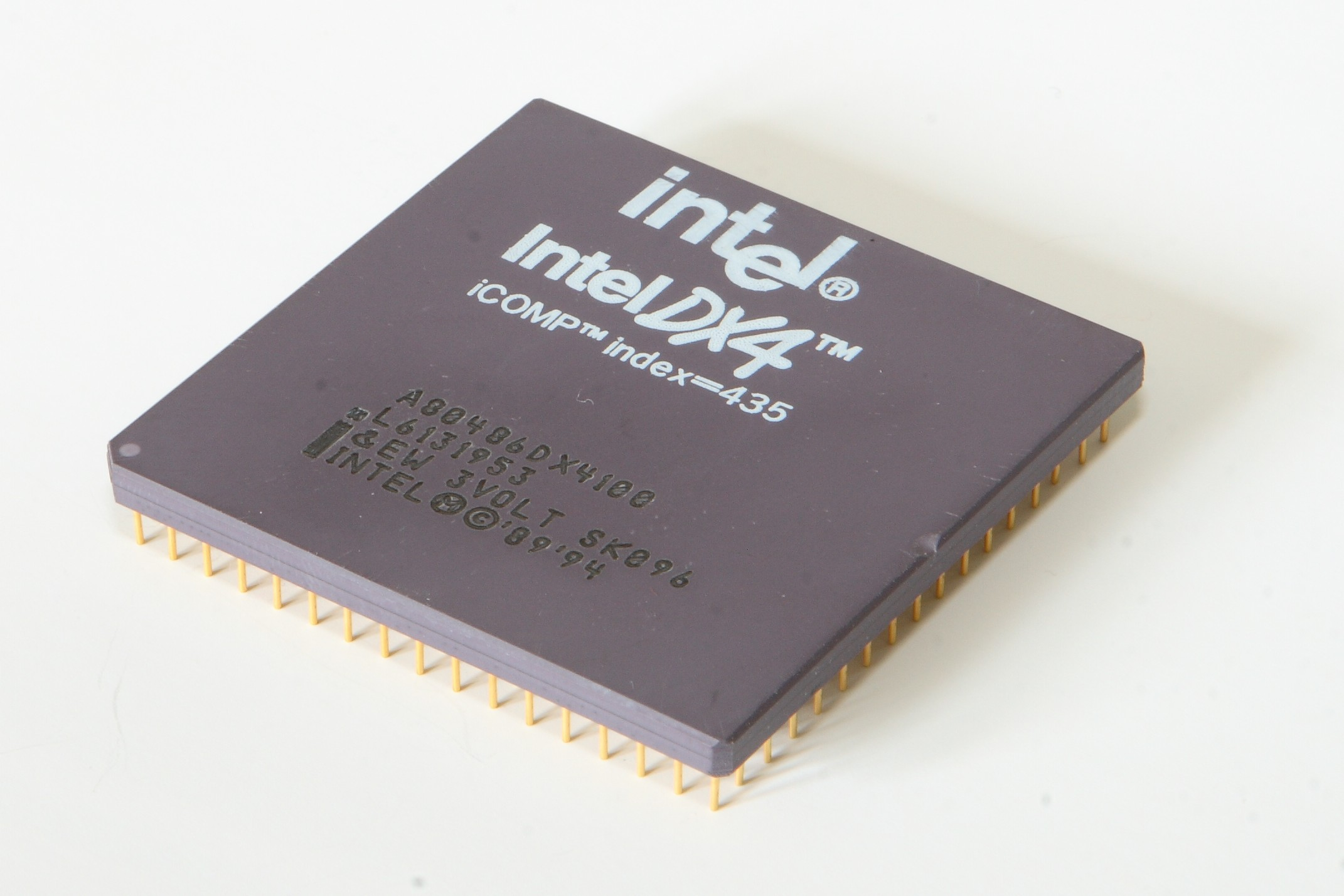
Intel 486DX4 100MHz
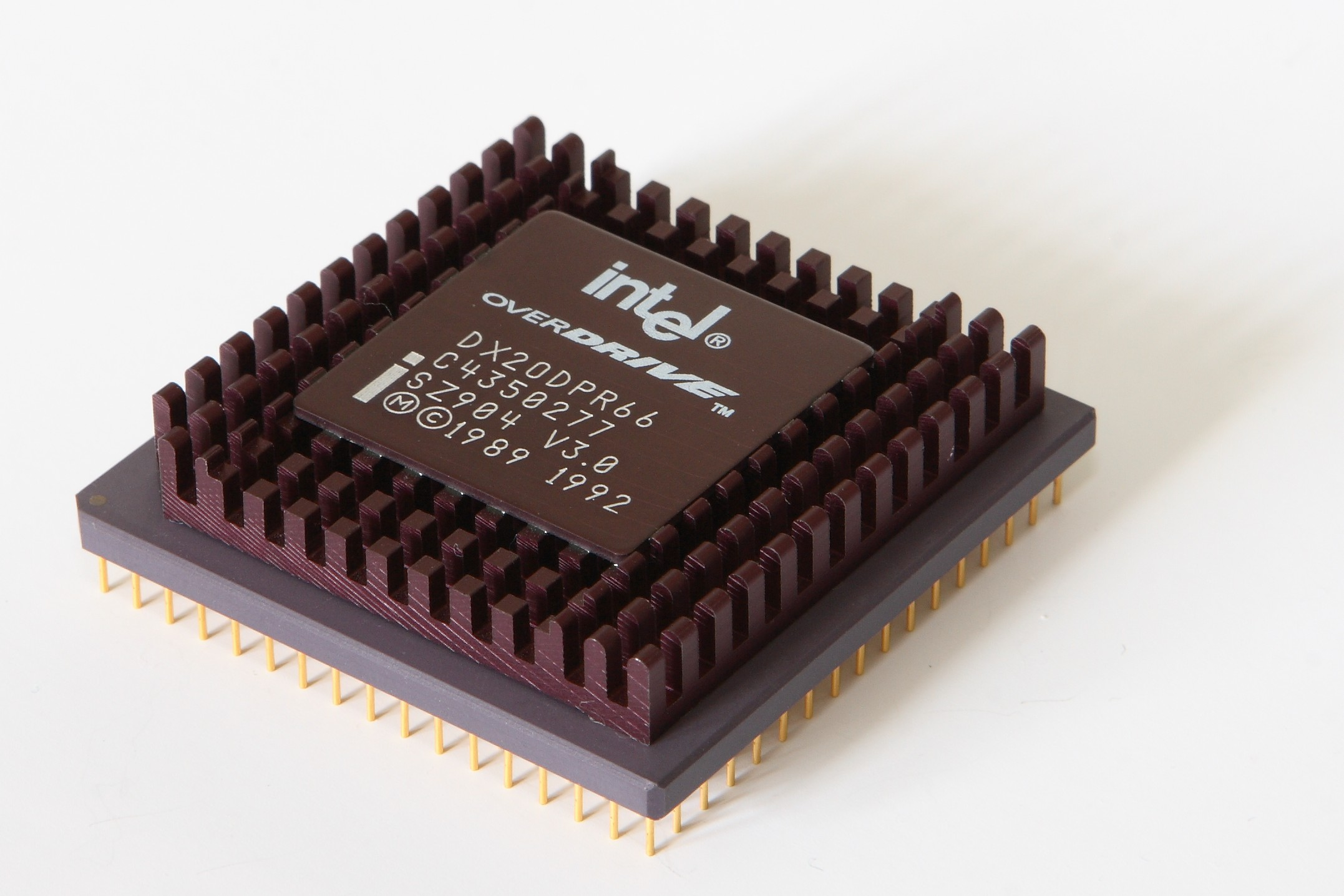
Intel 486DX2 OverDrive
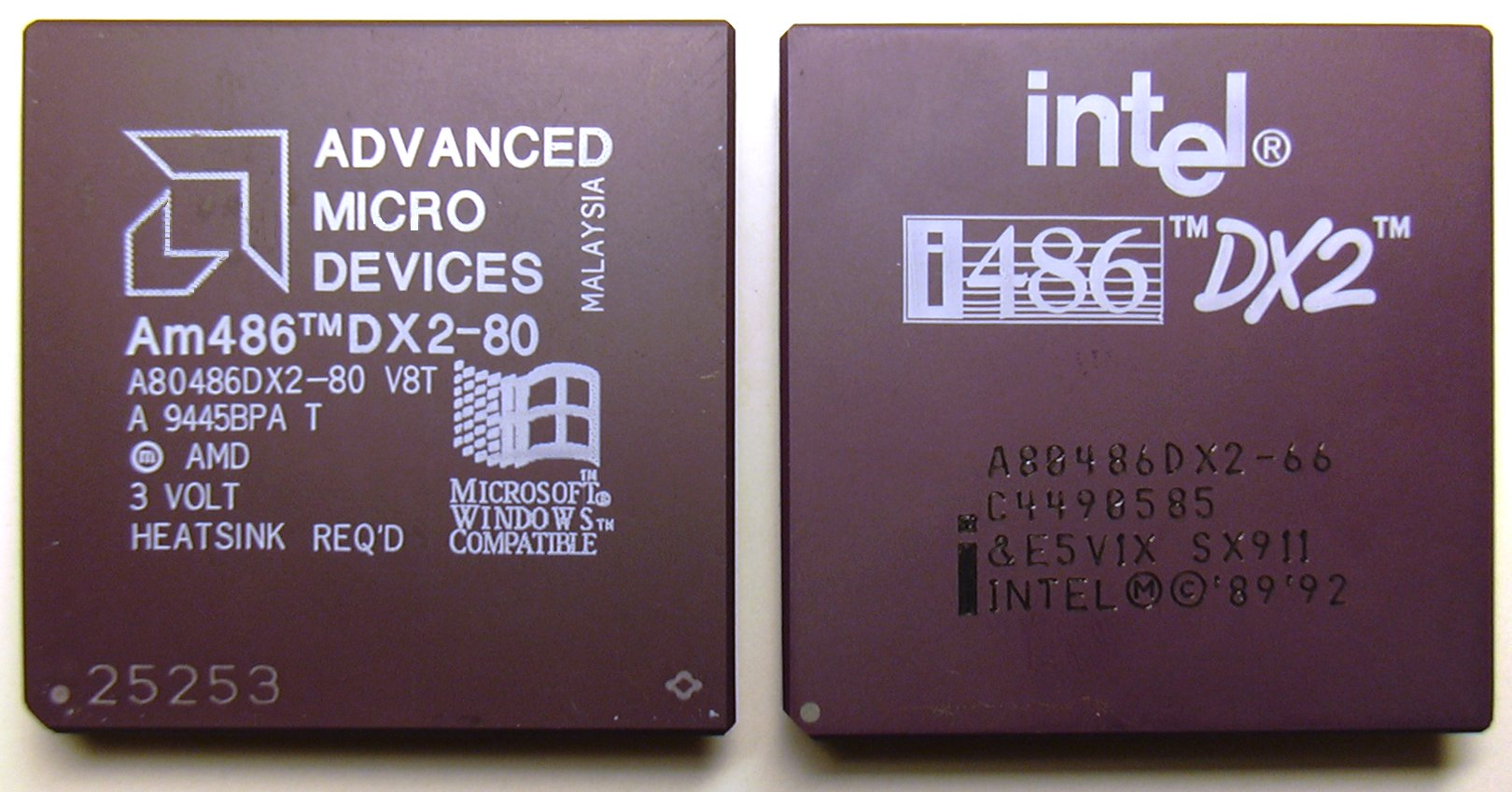
Dwaj główni rywale – AMD Am486 DX2 i Intel 486 DX2
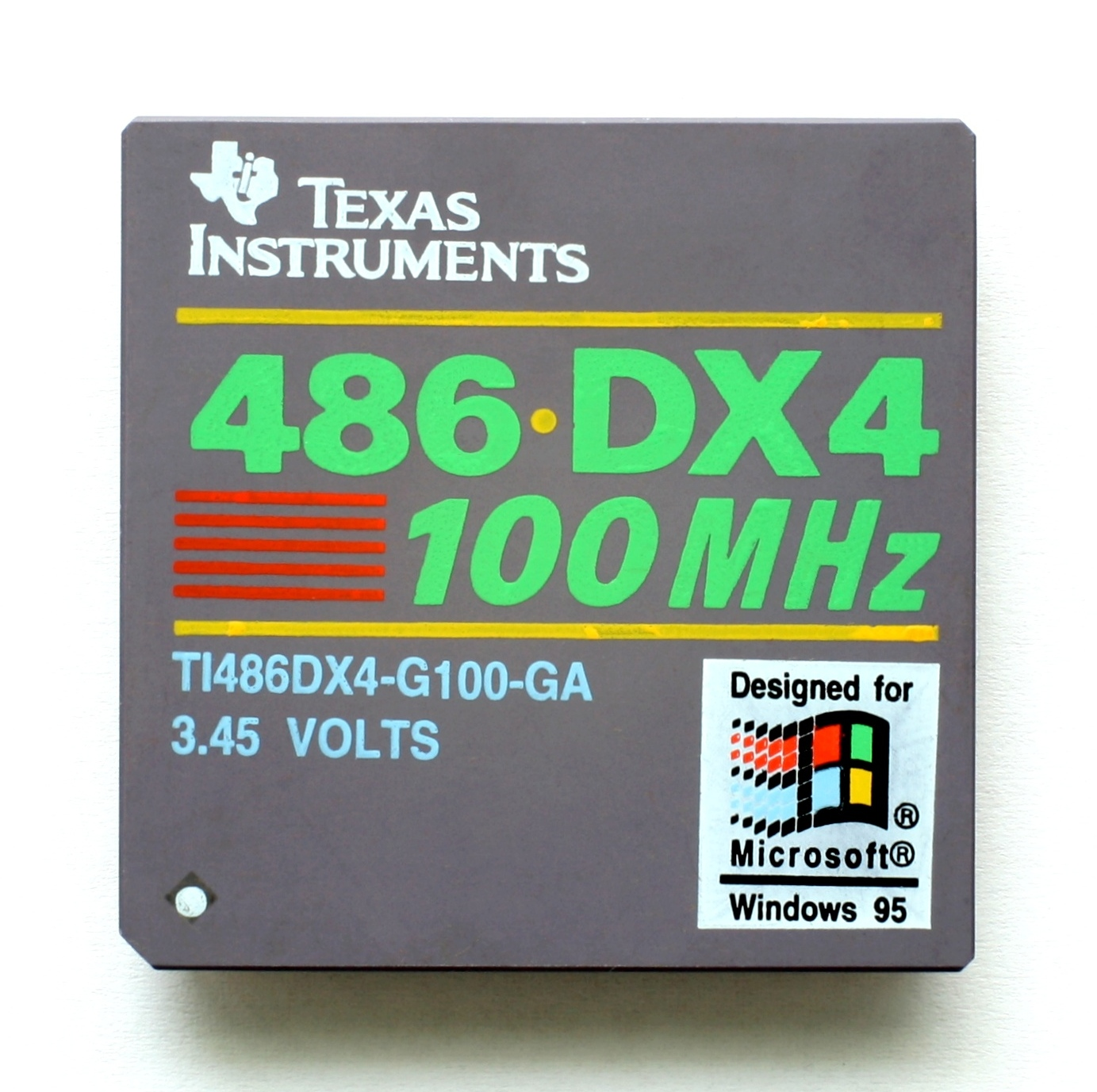
Mikroprocesor TI486DX4 100 Mhz firmy Texas Instruments
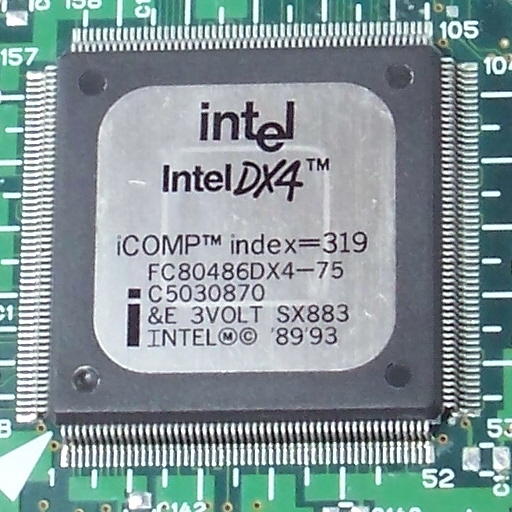
Procesor Intel DX4 75MHz SQFP montowany głównie w laptopach